# Bladkompagniet
Bladkompagniet er en dansk virksomhed, der blandt andet distribuerer aviser, magasiner, direct mails og transaktionspost til private husstande og virksomheder. Bladkompagniet distribuerer også danske og internationale magasiner og aviser til kiosker, supermarkeder, tankstationer og andre forhandlere.
Virksomheden blev grundlagt i 1920 og ejes i fællesskab af de tre medievirksomheder JP/Politikens Hus (51%), Jysk Fynske Medier (32%), og Berlingske Media (17%). Hovedsædet er beliggende i Rødovre, men selskabet har også en afdeling i Kolding. Bladkompagniet beskæftigede sig gennem mange år hovedsagelig med distribution i Hovedstadsområdet ved hjælp af ansatte chauffører, der kørte fra kørselscentralerne i Aldersrogade på Ydre Nørrebro og Krumtappen i Valby. Bilparken bestod af gule lastbiler og varevogne, der var prydet med logoet forestillende et løbende avisbud med kasket og aviser i hånden. Jobbet som avisbud var gennem mange år et deltidsjob som akkordarbejde i de tidlige morgentimer. Budene skulle stille med egne cykler men fik udleveret avistasker til at hænge over cykelstyret. I 1988 afviklede Bladkompagniet sine egne chauffører og kørselscentraler og udliciterede distributionen fra bladhuse til omdelingslokaler og dagligvarehandlen. I begyndelsen af 1990'erne udliciterede Baldkompagniet også avisbudene. Det gamle hovedkontor på Dag Hammarskjölds Allé blev solgt.